# Sekstina
Sekstina (šp. sextina) je vrsta poeme sastavljena od šest strofa i jedne  kontere (šp. contera). Svaka strofa sadrži šest  stihova dužeg metra (šp. versos de arte mayor), najčešće jedanaesteraca, koji se ne rimuju i  svaki stih se završava dvosložnom imenicom.

## Poreklo
Tvorac ove složene poeme bio je  provansalski trubadur Arnaut Danijel (Arnaut Daniel) koji je živeo krajem  12. veka. 
Dante, inspirisan njime, dao je sekstini konačnu formu, ali ju je tek Petrarka učinio prepoznatljivim italijanskim lirskim oblikom.
U Španiji se pojavljuje u 16. veku zahvaljujući  Krespi de Valdauri (Crespí de Valdaura) i koristi se sve do baroka kada u Italiji već nestaje. Koristili su je Horhe de Montemajor (Jorge de Montemayor),  u svom delu Sedam Dijaninih knjiga (šp. Siete libros de Diana), i Fernando de Erera (Fernando de Herrera) .
Polovinom 20. veka ponovo  se pojavila ali nije zaživela, verovatno zbog toga što njena struktura dosta ograničava pesnika.

## Odlike
Odsustvo rime u strofama i korišćenje dvosložnih reči na kraju svakog stiha koje se ponavljaju u svakoj strofi i na kraju sabiraju u  konteri.

## Primer
Uzimajući kao primer sekstinu Fernanda de Erere, njena šema bila bi sledeća:
Prva strofa: 
Druga strofa: 
Treća strofa: 
Četvrta strofa: 
Peta strofa: 
Šesta strofa: 
Kontera: AB-DE-CF

-{(A) Al bello resplandor de vuestros ojos
(B) mi pecho abrasó Amor en dulce llama
(C) y desató el rigor de fría nieve,
(D) que entorpecía el juego de mi alma,
(E) y en los estrechos lazos de oro y hebras
(F) sentí preso y sujeto al yugo el cuello.

(F) Cayó mi altiva presunción del cuello,
(A) y en vos vieron su pérdida mis ojos,
(E) luego que me rindieron vuestras hebras,
(B) luego que ardí, señora, en tierna llama;
(D) pero alegre en su mal vive mi alma,
(C) y no teme la fuerza de la nieve.

(C) Yo en fuego ardo, vos heláis en nieve,
(F) y, libre del Amor, alzáis el cuello,
(D) ingrata a los tormentos de mi alma;
(A) que aun blandos a su mal no dais los ojos.
(B) Mas siempre la abrasáis en viva llama
(E) y sus alas pendéis en vuestras hebras.

(E) Viese yo las doradas ricas hebras
(C) bañadas de mi llanto, si la nieve
(B) vuestra diese lugar a esta mi llama;
(F) que la dureza de este yerto cuello
(A) la pluvia ablandaría de mis ojos
(D) y en dos cuerpos habría sola un alma.

(D) La celestial belleza de vuestra alma
(E) mi alma enlaza en sus eternas hebras,
(A) y penetra la luz de ardientes ojos,
(C) con divino valor, la helada nieve,
(F) y lleva al alto cielo alegre el cuello
(B) que enciende el limpio ardor inmortal llama.

(B) Amor, que me sustentas en tu llama,
(D) da fuerza al vuelo presto de mi alma,
(F) y, del terreno peso alzando el cuello,
(E) inflamarás la luz de sacras hebras;
(C) que ya, sin recelar la dura nieve,
(A) miro tu claridad con puros ojos.

(AB) Por, vos viven mis ojos en su llama,
(CD) ¡oh luz del alma!, y las doradas hebras
(EF) la nieve rompen y dan gloria al cuello.}-
Fernando de Erera (Fernando de Herrera)